# Frei
Frei (с нем. — «Свобода») — пятый студийный альбом немецкой исполнительницы LaFee. В поддержку альбома было выпущено 2 официальных сингла. После релиза альбома Ring Frei LaFee взяла перерыв. В 2010 году на официальном сайте появилось сообщение о том, что певица начала работу над новым альбомом. Продюсерами её альбома стали Петер Хоффман и Давид Бонк. Название альбома, как говорит сама певица, характеризует её саму. Теперь она свободна, она может делать всё, что хочет. Тематика альбома — возвращение LaFee назад на сцену. Она поёт, что больше не марионетка в руках продюсера, а «свободная» певица. Она говорит: «Спасибо!» (песня «Danke») своему бывшему продюсеру, но теперь она пишет историю заново (цит. из Herzlich Willkommen), а также её поклонникам, родным и близким.

## Список композиций
| №                   | Название                | Перевод                     | Длительность |
| ------------------- | ----------------------- | --------------------------- | ------------ |
| 1.                  | «Herzlich Wilkommen»    | "Добро пожаловать!"         | 2:34         |
| 2.                  | «Lass Die Puppe Tanzen» | "Позвольте кукле танцевать" | 2:36         |
| 3.                  | «Alles Gute»            | "Всего хорошего"            | 3:28         |
| 4.                  | «Sonnensystem»          | "Солнечная система"         | 3:13         |
| 5.                  | «Du Allein»             | "Ты один"                   | 3:27         |
| 6.                  | «Ich Bin»               | "Я"                         | 2:56         |
| 7.                  | «Fliegen Mit Mir»       | "Лети со мной"              | 2:37         |
| 8.                  | «7 Sünden»              | "7 грехов"                  | 3:12         |
| 9.                  | «Leben Wir Jetzt»       | "Мы живём сегодняшним днём" | 3:15         |
| 10.                 | «Phönix»                | "Феникс"                    | 2:28         |
| 11.                 | «Sieh Mich An»          | "Посмотри на меня"          | 2:54         |
| 12.                 | «Danke»                 | "Спасибо!"                  | 2:52         |
| 13.                 | «Ich Hab Dich Lieb»     | "Я люблю тебя!"             | 2:15         |
| Общая длительность: | Общая длительность:     | Общая длительность:         | 35:07        |

| №                   | Название                          | Перевод                    | Длительность |
| ------------------- | --------------------------------- | -------------------------- | ------------ |
| 14.                 | «Ich Lösch Dich Aus»              | "Я удаляю тебя"            | 2:46         |
| 15.                 | «Unschuldig»                      | "Невинный"                 | 3:02         |
| 16.                 | «Ich Bin (Клип)»                  | "Я" (Клип)                 | 2:57         |
| 17.                 | «The Making of Frei (Мини-фильм)» | "Работа над альбомом" Frei | 30:23        |
| Общая длительность: | Общая длительность:               | Общая длительность:        | 73:35        |